# Кобрату
Ко́брату (ест. Kobratu küla) — село в Естонії, у волості Тарту повіту Тартумаа.

## Населення
Чисельність населення на 31 грудня 2011 року становила 68 осіб.

## Географія
Через населений пункт проходить автошлях 3 (Йигві — Тарту — Валґа), естонська частина європейського маршруту E264.